# Seznam uměleckých realizací ve veřejném prostoru v Dolních Měcholupech
Seznam uměleckých realizací v Dolních Měcholupech v Praze 10 obsahuje tvorbu výtvarných umělců umístěnou ve veřejném prostoru v katastrálním území Dolní Měcholupy. Seznam je řazen podle ulic a nemusí být úplný.

## Seznam uměleckých realizací
| Název   | Fotografie                                                                     | Lokace                                          | Autor           | Rok  | Popis                            | Poznámka              |
| ------- | ------------------------------------------------------------------------------ | ----------------------------------------------- | --------------- | ---- | -------------------------------- | --------------------- |
| Fontána | Kategorie „Kašna v parku za školou v Dolních Měcholupech“ na Wikimedia Commons | Kutnohorská 50°3′24,9″ s. š., 14°33′36,2″ v. d. | Jaroslav Fieger | 2007 | fontána; žula mrákotínského typu | park u základní školy |